# Дыхсу
Дыхсу — один из двух истоков Черека Балкарского, берёт начало из ледника Дых-Котю-Бугойсу (также известном как «Дыхсу»). Река Дыхсу течёт по одноимённой долине, образуя в конце долины огромную теснину, пройдя через которую у Штулинской поляны и сливаясь с рекой Карасу даёт начало Череку Балкарскому.
Долина реки примечательна тем, что в верховьях расположены знаменитые Казказские пятитысячники и несколько значительных четырёхтысячников. Это с южной стороны долины Фытнаргин (4123 м), красавица Айлама (4547 м), Нуамкуан (4233 м), Шхара (5203 м). С севера долина имеет несколько ветвей-долин таких как Башхаауз (что в переводе означает «другое ущелье») и Крумкол. По ним текут одноимённые ледники, которые сливаются с ледником Дых-Котю-Бугойсу, а над ледниками возвышаются такие гиганты как Мижирги (5018 м), Крумкол (4688 м), Коштантау (5152 м) и Тютюнтау (4540 м). Конец долины упирается на перевал Дыхниауш (3836 м), пройдя через который можно попасть в верховья ледника Безенги (ледник) и дальше в долину Безенги.
Несмотря на обилие высоких горных вершин, район относительно мало посещается альпинистами, связано это скорее с тем, что на эти вершины удобнее и легче добираться со стороны Безенги.